# Elsie Uwamahoro
Elsie Uwamahoro (* 23. Oktober 1988 in Mabanda, Burundi) ist eine burundische Schwimmerin.
Die je nach Quellenlage 1,65 Meter bzw. 1,69 Meter große Sportlerin, die 2012 ein Wettkampfgewicht von 56 kg auf die Waage brachte, wird von Basogomba Cassien trainiert und gehört dem Verein Entente in Bujumbura an. Sie studiert Business Administration und Marketing Management an der Light University of Bujumbura.
Bereits an den Olympischen Sommerspielen 2008 in Peking nahm die Burundierin teil. Dort klassifizierte sie sich mit einer erschwommenen Zeit von 36,86 Sekunden als Siebte ihres Vorlaufs in der Endabrechnung auf Rang 86 des 50-Meter-Freistil-Rennens. Uwamahoro stand erneut im sechsköpfigen Aufgebot der burundischen Mannschaft für die Olympischen Sommerspiele 2012. In London startete sie über die 50-Meter-Freistil-Strecke. In ihrem Vorlauf erschwamm Uwamahoro mit einer Zeit von 33,14 Sekunden den 4. Platz. Damit verpasste sie das Halbfinale und beendete den Wettbewerb als 67. des Gesamtklassements. Im Jahr 2013 nahm Uwamahoro an den Schwimmweltmeisterschaften 2013 in Barcelona teil.